# ارنو ديسغاردين
ارنو ديسغاردين (بالفرنسية: Arnaud Desjardins)‏ هو مخرج فرنسي، ولد في 18 يونيو 1925 في باريس في فرنسا، وتوفي في 10 أغسطس 2011 في غرونوبل في فرنسا.

## وصلات خارجية
- ارنو ديسغاردين على موقع IMDb (الإنجليزية)
- ارنو ديسغاردين على موقع قاعدة بيانات الفيلم (الإنجليزية)
- ارنو ديسغاردين على موقع كينوبويسك (الروسية)